# Orimarga (Orimarga) yakushimana
Orimarga (Orimarga) yakushimana is een tweevleugelige uit de familie steltmuggen (Limoniidae). De soort komt voor in het Palearctisch gebied.